# Jannes Vansteenkiste
Jannes Vansteenkiste (Lendelede, 17 febbraio 1993) è un calciatore belga, difensore del Gullegem.

## Carriera
Ha giocato in massima serie ed in UEFA Europa League con la maglia del Club Bruges.

## Palmarès

### Club

#### Competizioni nazionali
- Tweede klasse: 1

Anversa: 2016-2017